# Ulf Källvik
Ulf-Inge Källvik, född 9 september 1949 i Skee församling, är en svensk skådespelare och sångare.
Ulf Källvik är en välkänd göteborgsprofil som under många somrar varit allsångsledare vid de populära trivselkvällarna i Flunsåsparken på Hisingen i Göteborg. Under en period var han vokalist i dansbandet Säwes och han har spelat revy hos Hagge Geigert, Kjell Kraghe och Stefan & Krister. Han har också medverkat i operetter och musikaler däribland Lorden från gränden och Vita Hästen.
Han har dubbat många tecknade filmer och han har gett röst åt den ständigt räknande Mårre Mård i sagomusikalen Svingelskogen.

## Dubbningsroller
- 1985 – Asterix – gallernas hjälte
- 1985–1990 – Bumbibjörnarna (TV-serie)
- 1987 – Skogsfamiljerna (TV-serie)
- 1987–1990 – Ducktales (TV-serie)
- 1989–1991 – Babar (TV-serie)
- 1990–1991 – Luftens hjältar (TV-serie)
- 1991–1992 – Darkwing Duck (TV-serie)
- 1992–1994 – Den lilla sjöjungfrun (TV-serie)
- 1995 – Pongo och de 101 dalmatinerna
- 1996 – Den otroliga vandringen 2 – På rymmen i San Francisco
- 1998 – Alice i Underlandet
- 2002 – Askungen II – Drömmen slår in